# Obsession (computerspel)
Obsession is een simulatiespel ontwikkeld door Unique Development Studios. Het spel werd op 2 december 1995 uitgebracht voor de Atari STE en op 1 juni 1995 voor de Amiga. De flipperkastsimulator bevat vier verschillende flipperkasten, elke met hun eigen uiterlijk, muziek en gameplay.

## Flipperkasten
- Onderwateractie
- Geheime missie
- Parijs-Dakar
- Honkbal

## Ontvangst
| Beoordeeld door | Jaar | Platform | Score |
| --------------- | ---- | -------- | ----- |
| Atari Inside    | 1995 | Atari ST | 94%   |
| ST Format       | 1995 | Atari ST | 94%   |
| Amiga Joker     | 1996 | Amiga    | 78%   |
| Amiga Games     | 1997 | Amiga    | 72%   |